# Fedorówka (rejon nowogrodzki)
Fedorówka (ukr. Федорівка) – wieś na Ukrainie w rejonie nowogrodzkim obwodu żytomierskiego.